# Liutold (Mondsee)
Liutold war ein Mönch des Benediktinerklosters Mondsee aus der Mitte des 12. Jahrhunderts. Er ist als Schreiber von Codices bekannt, etwa des Liutold-Evangeliars (um 1160/1170), des Liutold-Passionale (um 1140/1160) und des Apokalypsekommentars des Rupert von Deutz (um 1150/1075).
Er ist möglicherweise der Autor eines Gedichts „De constructione vel destructione claustri in Maensê“ (Über die Errichtung und Zerstörung des Klosters Mondsee). Ob er ein Gedicht über den Abt Konrad verfasst hat, ist umstritten.